# Veslanje na Poletnih olimpijskih igrah 2000
Na Poletnih olimpijskih igrah 2000 v Sydneyju so veslači tekmovali v 14 disciplinah. Moški so nastopili v osmih, ženske pa v šestih. Steve Redgrave je na tej Olimpijadi osvojil svojo peto olimpijsko zlato medaljo na svojih petih Olimpijskih igrah.
Tudi v nekaterih drugih disciplinah je bil razplet zanimiv. Tako je v ženskem enojcu zmagovalka prejšnjih Olimpijskih iger, Ekaterina Karsten, po fotofinišu za stotinko sekunde prehitela Rumjano Nejkovo. V moški konkurenci je takratni svetovni prvak in nosilec svetovnega dvoranskega rekorda, Rob Waddell, premagal zmagovalca prejšnje Olimpijade Xena Mullerja z minimalno razliko. V moškem osmercu je Združeno kraljestvo osvojilo prvo zlato medaljo na Olimpijadah po letu 1912, ko je za osem desetink prehitela avstralski čoln. Rezultati:

## Moški

### Enojec
| Medalja | Veslač(i)           | Čas     |
| ------- | ------------------- | ------- |
| Zlato   | Rob Waddell (NZL)   | 6:48.90 |
| Srebro  | Xeno Müller (SUI)   | 6:50.55 |
| Bron    | Marcel Hacker (GER) | 6:50.83 |

### Dvojni dvojec
| Medalja | Veslač(i)                                 | Čas     |
| ------- | ----------------------------------------- | ------- |
| Zlato   | Luka Špik & Iztok Čop (SLO)               | 6:16.63 |
| Srebro  | Olaf Tufte & Fredrik Bekken (NOR)         | 6:17.98 |
| Bron    | Giovanni Calabrese & Nicola Sartori (ITA) | 6:20.49 |

### Lahki dvojni dvojec
| Medalja | Veslač(i)                              | Čas     |
| ------- | -------------------------------------- | ------- |
| Zlato   | Tomasz Kucharski & Robert Sycz (POL)   | 6:21.75 |
| Srebro  | Elia Luini & Leonardo Pettinari (ITA)  | 6:23.47 |
| Bron    | Pascal Touron & Thibaud Chapelle (FRA) | 6:24.85 |

### Dvojni četverec
| Medalja | Veslač(i)                                                                     | Čas     |
| ------- | ----------------------------------------------------------------------------- | ------- |
| Zlato   | Agostino Abbagnale, Alessio Sartori, Rossano Galtarossa, Simone Raineri (ITA) | 5:45.56 |
| Srebro  | Jochem Verberne, Dirk Lippits, Diederik Simon, Michiel Bartman (NED)          | 5:47.91 |
| Bron    | Marco Geisler, Andreas Hajek, Stephan Volkert, Andre Willms (GER)             | 5:48.64 |

### Dvojec brez krmarja
| Medalja | Veslač(i)                                       | Čas     |
| ------- | ----------------------------------------------- | ------- |
| Zlato   | Michel Andrieux & Jean-Christophe Rolland (FRA) | 6:32.97 |
| Srebro  | Ted Murphy & Sebastian Bea (USA)                | 6:33.80 |
| Bron    | Matthew Long & James Tomkins (AUS)              | 6:34.26 |

### Četverec brez krmarja
| Medalja | Veslač(i)                                                                 | Čas     |
| ------- | ------------------------------------------------------------------------- | ------- |
| Zlato   | James Cracknell, Steve Redgrave, Tim Foster, Matthew Pinsent (GBR)        | 5:56.24 |
| Srebro  | Walter Molea, Riccardo Dei Rossi, Lorenzo Carboncini, Carlo Mornati (ITA) | 5:56.62 |
| Bron    | James Stewart, Ben Dodwell, Geoffrey Stewart, Bo Hanson (AUS)             | 5:57.61 |

### Lahki četverec brez krmarja
| Medalja | Veslač(i)                                                                  | Čas     |
| ------- | -------------------------------------------------------------------------- | ------- |
| Zlato   | Laurent Porchier, Jean-Christophe Bette, Yves Hocde, Xavier Dorfmann (FRA) | 6:01.68 |
| Srebro  | Simon Burgess, Anthony Edwards, Darren Balmforth, Robert Richards (AUS)    | 6:02.09 |
| Bron    | Søren Madsen, Thomas Ebert, Eskild Ebbesen, Victor Feddersen (DEN)         | 6:03.51 |

### Osmerec s krmarjem
| Medalja | Veslač(i) | Čas     |
| ------- | --- | ------- |
| Zlato   | Andrew Lindsay, Ben Hunt-Davis, Simon Dennis, Louis Attrill, Luka Grubor, Kieran West, Fred Scarlett, Steve Trapmore, Rowley Douglas (GBR)                    | 5:33.08 |
| Srebro  | Christian Ryan, Alastair Gordon, Nick Porzig, Robert Jahrling, Mike McKay, Stuart Welch, Daniel Burke, Jaime Fernandez, Brett Hayman (AUS)                    | 5:33.88 |
| Bron    | Igor Francetić, Tihomir Franković, Tomislav Smoljanović, Nikša Skelin, Siniša Skelin, Krešimir Čuljak, Igor Boraska, Branimir Vujević, Silvijo Petriško (CRO) | 5:34.85 |

## Ženske

### Enojec
| Medalja | Veslačica                          | Čas     |
| ------- | ---------------------------------- | ------- |
| Zlato   | Ekaterina Karsten (BLR)            | 7:28.14 |
| Srebro  | Rumjana Nejkova (BUL)              | 7:28.15 |
| Bron    | Katrin Rutschow-Stomporowski (GER) | 7:28.99 |

### Dvojni dvojec
| Medalja | Veslač(i)                                      | Čas     |
| ------- | ---------------------------------------------- | ------- |
| Zlato   | Jana Thieme & Kathrin Boron (GER)              | 6:55.44 |
| Srebro  | Pieta van Dishoeck & Eeke van Nes (NED)        | 7:00.36 |
| Bron    | Birutė Šakickienė & Kristina Poplavskaja (LTU) | 7:01.71 |

### Lahki dvojni dvojec
| Medalja | Veslač(i)                                | Čas     |
| ------- | ---------------------------------------- | ------- |
| Zlato   | Constanţa Burcica & Angela Alupei (ROU)  | 7:02.64 |
| Srebro  | Valerie Viehoff & Claudia Blasberg (GER) | 7:02.95 |
| Bron    | Christine Collins & Sarah Garner (USA)   | 7:06.37 |

### Dvojni četverec
| Medalja | Veslač(i)                                                             | Čas     |
| ------- | --------------------------------------------------------------------- | ------- |
| Zlato   | Manja Kowalski, Meike Evers, Manuela Lutze, Kerstin Kowalski (GER)    | 6:19.58 |
| Srebro  | Guin Batten, Gillian Lindsay, Katherine Grainger, Miriam Batten (GBR) | 6:21.64 |
| Bron    | Oksana Dorodnova, Irina Fedotova, Ioulia Levina, Larisa Merk (RUS)    | 6:21.65 |

### Dvojec brez krmarke
| Medalja | Veslač(i)                           | Čas     |
| ------- | ----------------------------------- | ------- |
| Zlato   | Georgeta Damian & Doina Ignat (ROU) | 7:11.00 |
| Srebro  | Rachael Taylor & Kate Slatter (AUS) | 7:12.56 |
| Bron    | Melissa Ryan & Karen Kraft (USA)    | 7:13.00 |

### Osmerec s krmarko
| Medalja | Veslač(i) | Čas     |
| ------- | --- | ------- |
| Zlato   | Georgeta Damian, Viorica Susanu, Ioana Olteanu, Veronica Cochela, Maria Magdalena Dumitrache, Elisabeta Lipă, Liliana Gafencu, Doina Ignat, Elena Georgescu (ROU) | 6:06.44 |
| Srebro  | Anneke Venema, Carin ter Beek, Nelleke Penninx, Pieta van Dishoeck, Eeke van Nes, Tessa Appeldoorn, Marieke Westerhof, Elien Meijer, Martijntje Quik (NED)        | 6:09.39 |
| Bron    | Heather McDermid, Heather Davis, Dorota Urbaniak, Theresa Luke, Emma Robinson, Alison Korn, Laryssa Biesenthal, Buffy Alexander, Lesley Thompson (CAN)            | 6:11.58 |

## Medalje
| Mesto | Država              | Zlato | Srebro | Bron | Skupaj |
| 1     | Romunija            | 3     | 0      | 0    | 3      |
| 2     | Nemčija             | 2     | 1      | 3    | 6      |
| 3     | Združeno kraljestvo | 2     | 1      | 0    | 3      |
| 4     | Francija            | 2     | 0      | 1    | 3      |
| 5     | Italija             | 1     | 2      | 1    | 4      |
| 6     | Belorusija          | 1     | 0      | 0    | 1      |
| 6     | Nova Zelandija      | 1     | 0      | 0    | 1      |
| 6     | Poljska             | 1     | 0      | 0    | 1      |
| 6     | Slovenija           | 1     | 0      | 0    | 1      |
| 10    | Avstralija          | 0     | 3      | 2    | 5      |
| 11    | Nizozemska          | 0     | 3      | 0    | 3      |
| 12    | ZDA                 | 0     | 1      | 2    | 3      |
| 13    | Bolgarija           | 0     | 1      | 0    | 1      |
| 13    | Norveška            | 0     | 1      | 0    | 1      |
| 13    | Švica               | 0     | 1      | 0    | 1      |
| 16    | Kanada              | 0     | 0      | 1    | 1      |
| 16    | Hrvaška             | 0     | 0      | 1    | 1      |
| 16    | Danska              | 0     | 0      | 1    | 1      |
| 16    | Litva               | 0     | 0      | 1    | 1      |
| 16    | Rusija              | 0     | 0      | 1    | 1      |